# Corpulentoepalpus rufus
Corpulentoepalpus rufus là một loài ruồi trong họ Tachinidae.